# Saint-Jean-des-Mauvrets
Pour les articles homonymes, voir Saint-Jean.
Saint-Jean-des-Mauvrets est une ancienne commune française située dans le département de Maine-et-Loire, en région Pays de la Loire.
Depuis le 15 décembre 2016, elle forme avec Juigné-sur-Loire la commune nouvelle des Garennes sur Loire.

## Géographie
Commune du Nord Saumurois, Saint-Jean-des-Mauvrets est un petit village d’Anjou situé sur la rive gauche de la Loire. Il y réside plus de 1 700 habitants sur une surface de 1 276 hectares. Village agricole et surtout viticole, il ressent depuis plusieurs années l’influence croissante d’Angers, préfecture du département, qui se situe à moins de 20 km.
Sa grande superficie offre au village des paysages variés : le bourg important, construit en ardoise, tout en longueur, le long de la départementale 751, 70 ha de bois (le bois d’Angers, le bois de l’Eclanchau, le bois de Saint-Jean, ou encore les Garennes), près de 200 hectares de prés et 300 hectares de vignes. Saint-Jean-des-Mauvrets a également une riche histoire et possède plusieurs édifices intéressants sur son territoire.

## Toponymie
Durant la Révolution, la commune porte le nom de Les Mauvrets.

## Histoire
Le premier document manuscrit où figure le nom latinisé de la paroisse, de parte malvereti « du côté de la mauveraie », date de 1040. Il désigne un lieu dans la vallée, au bas de la colline de Saint-Saturnin. Le chapitre de Toussaint d'Angers y établit après 1149, date où l'évêque Ulger lui fait don, un prieuré-curé, près du château-fort, fief de la famille des Châteaubriant jusqu'au XVIIe siècle. Jusqu'à cette même époque, la paroisse englobera La Daguenière sur l'autre rive. Elle comporte une enclave, à l'ouest, la Chapelle Saint-Almand (première mention en 1081). Jusqu'au XVIIe siècle, le temporel de cette chapelle appartient en propre à l'évêque d'Angers. Il y possède une résidence, le manoir des Salles, où il rend la justice. Le fort de Mécrin, sur le chemin de Brissac, protège les habitations.
Jusqu'à la Révolution, les seigneurs de Saint-Jean-des-Mauvrets et de Saint-Almand se prévalent chacun des revenus de ces deux villages distincts, séparés par le ruisseau de Saint-Almand. La vie des habitants (200 feux en 1688) s'oriente, ici, vers les terres de la vallée. Elle est rythmée par les inondations du fleuve capricieux : il engloutit au XVIIe siècle les prairies et les forêts qui s'étendaient au-delà de Belle-île. C'est en 1869 seulement qu'une levée syndicale fixera le lit fluvial.
Le plateau, orienté vers l'Aubance, comporte, lui, jusqu'au remembrement de 1955, un parcellaire très morcelé où alternent les blés, les pâturages et les vignes entrecoupées de bosquets. Le revenu en profite à des hobereaux, par la fertilité du terroir, des espaces giboyeux et le rapport de la meunerie, ils fondent de petits fiefs dans le cadre de la seigneurie. Ce mouvement s'affirme à partir du XVe siècle. Ainsi, entre Saint-Almand et Saint-Jean, s'édifient les manoirs de la Gâchetière et du Moleton, et tournés vers l'Aubance, ceux de Versillé, du Grand-Beaumont et d'Avrillé, pendant que Mécrin devient un puissant hôtel fortifié. Victimes à la fin du XVIIe siècle des échauffourées entre Ligueurs et troupes royales, ces domaines retrouveront au XVIIe siècle une nouvelle jeunesse.
Plus que l'effet de la Révolution, c'est le jeu des puissances locales qui amena le changement dans Saint-Jean-des-Mauvrets. En particulier la démolition de l'ancienne église du vieux-Bourg, souhaitée par le propriétaire du château, entraîna le déplacement de l'ancien centre vers Les Places, au sud-ouest. Là furent construits en 1862 la nouvelle église ainsi qu'un presbytère, qui deviendra l'actuelle mairie en 1908. Avec l'apparition de nombreuses boutiques le long de la route d'Angers à Saumur, naît un village-rue, à l'écart du Vieux-Bourg, isolé encore davantage à partir de 1875, quand la gare de Buchêne, sur la ligne d'Angers à Montreuil-Bellay, rend caduque la navigation sur la Loire. Parallèlement, la disparition du bocage modifie le paysage de Saint-Jean-des-Mauvrets, voué aux grands espaces viticoles.
La tendance actuelle est de sauvegarder le patrimoine architectural de la commune, tout en soignant un vignoble renommé, encadré d'espaces naturels où flore et faune sauvages trouvent refuge dans le cadre du plan Natura 2000.
Saint-Jean-des-Mauvrets fusionne en décembre 2016 avec Juigné-sur-Loire, créant la commune nouvelle des Garennes sur Loire.

## Politique et administration

### Administration municipale

#### Administration actuelle
Depuis le 15 décembre 2016, Saint-Jean-des-Mauvrets constitue une commune déléguée au sein de la commune nouvelle des Garennes sur Loire et dispose d'un maire délégué.
| Période       | Période   | Identité     | Étiquette | Qualité |
| ------------- | --------- | ------------ | --------- | ------- |
| décembre 2016 | juin 2020 | Sylvie Hervé |           |         |
| juin 2020     |           | Joël Lézé,   |           |         |

#### Administration ancienne
| Période                                  | Période       | Identité                                    | Étiquette | Qualité |
| ---------------------------------------- | ------------- | ------------------------------------------- | --------- | ------- |
| ...                                      |               |                                             |           |         |
| 1816                                     | 1830          | Louis-Anselme-François Pasqueraye du Rouzay |           |         |
| ...                                      |               |                                             |           |         |
| 1870                                     | 1894          | Auguste Dioneau                             |           |         |
| 1894                                     | 1896          | Louis Hamon                                 |           |         |
| 1896                                     | 1904          | Jean-Jacques Morât-Château                  |           |         |
| 1904                                     | 1908          | Édouard Gallais                             |           |         |
| 1908                                     | 1919          | Jean-Jacques Morât-Château                  |           |         |
| 1919                                     | 1929          | Émile Lebreton                              |           |         |
| 1929                                     | 1945          | Fulbert Brunet                              |           |         |
| 1945                                     | 1959          | Émile Lebreton                              |           |         |
| 1959                                     | 1971          | François Barré                              |           |         |
| 1971                                     | 1989          | Jean Humeau                                 |           |         |
| mars 1989                                | mars 2001     | Joseph Galisson                             |           |         |
| mars 2001                                | mars 2008     | Gérard Schwartz                             |           |         |
| mars 2008                                | mars 2014     | François Pelletier                          |           |         |
| mars 2014                                | décembre 2016 | Sylvie Hervé                                |           |         |
| Les données manquantes sont à compléter. |               |                                             |           |         |

### Ancienne situation administrative
La commune est membre jusqu'en 2016 de la communauté de communes Loire Aubance, elle-même membre du syndicat mixte Pays Loire-Angers.

## Population et société

### Démographie
L'évolution du nombre d'habitants est connue à travers les recensements de la population effectués dans la commune depuis 1793. Pour les communes de moins de 10 000 habitants, une enquête de recensement portant sur toute la population est réalisée tous les cinq ans, les populations de référence des années intermédiaires étant quant à elles estimées par interpolation ou extrapolation. Pour la commune, le premier recensement exhaustif entrant dans le cadre du nouveau dispositif a été réalisé en 2008.

En 2014, la commune comptait 1 770 habitants, en évolution de +2,37 % par rapport à 2008 (Maine-et-Loire : +2,12 %, France hors Mayotte : +2,11 %).
| 1793  | 1800  | 1806  | 1821  | 1831  | 1836  | 1841  | 1846  | 1851  |
| ----- | ----- | ----- | ----- | ----- | ----- | ----- | ----- | ----- |
| 1 152 | 1 152 | 1 189 | 1 187 | 1 157 | 1 176 | 1 132 | 1 145 | 1 139 |

| 1856  | 1861  | 1866  | 1872  | 1876  | 1881 | 1886  | 1891 | 1896 |
| ----- | ----- | ----- | ----- | ----- | ---- | ----- | ---- | ---- |
| 1 140 | 1 199 | 1 081 | 1 095 | 1 057 | 972  | 1 006 | 921  | 886  |

| 1901 | 1906 | 1911 | 1921 | 1926 | 1931 | 1936 | 1946 | 1954 |
| ---- | ---- | ---- | ---- | ---- | ---- | ---- | ---- | ---- |
| 848  | 826  | 769  | 711  | 719  | 743  | 758  | 820  | 836  |

| 1962 | 1968 | 1975 | 1982  | 1990  | 1999  | 2006  | 2008  | 2013  |
| ---- | ---- | ---- | ----- | ----- | ----- | ----- | ----- | ----- |
| 854  | 852  | 961  | 1 152 | 1 308 | 1 450 | 1 666 | 1 729 | 1 751 |

| 2014  | - | - | - | - | - | - | - | - |
| ----- | - | - | - | - | - | - | - | - |
| 1 770 | - | - | - | - | - | - | - | - |

### Pyramide des âges
La population de la commune est relativement jeune. Le taux de personnes d'un âge supérieur à 60 ans (17,4 %) est en effet inférieur au taux national (21,8 %) et au taux départemental (21,4 %).
Contrairement aux répartitions nationale et départementale, la population masculine de la commune est supérieure à la population féminine (51 % contre 48,7 % au niveau national et 48,9 % au niveau départemental).
La répartition de la population de la commune par tranches d'âge est, en 2008, la suivante :
- 51 % d’hommes (0 à 14 ans = 24 %, 15 à 29 ans = 15,7 %, 30 à 44 ans = 21,2 %, 45 à 59 ans = 22,7 %, plus de 60 ans = 16,4 %) ;
- 49 % de femmes (0 à 14 ans = 21 %, 15 à 29 ans = 14,4 %, 30 à 44 ans = 22,8 %, 45 à 59 ans = 23,6 %, plus de 60 ans = 18,3 %).

| Hommes | Classe d’âge | Femmes |
| ------ | ------------ | ------ |
| 0,1    | 90 ans ou +  | 0,4    |
| 4,3    | 75 à 89 ans  | 4,5    |
| 12,0   | 60 à 74 ans  | 13,4   |
| 22,7   | 45 à 59 ans  | 23,6   |
| 21,2   | 30 à 44 ans  | 22,8   |
| 15,7   | 15 à 29 ans  | 14,4   |
| 24,0   | 0 à 14 ans   | 21,0   |

| Hommes | Classe d’âge | Femmes |
| ------ | ------------ | ------ |
| 0,4    | 90 ans ou +  | 1,1    |
| 6,3    | 75 à 89 ans  | 9,5    |
| 12,1   | 60 à 74 ans  | 13,1   |
| 20,0   | 45 à 59 ans  | 19,4   |
| 20,3   | 30 à 44 ans  | 19,3   |
| 20,2   | 15 à 29 ans  | 18,9   |
| 20,7   | 0 à 14 ans   | 18,7   |

### Vie locale
Associations : golf, USPL badminton, USPL tennis de table, USPL tennis, USPL football, USPL basket, PULMA, Les pédaleurs de l'Aubance, OGEC, Génération dynamique, club du 3e âge, cercle de la Paix, amicale scolaire, amicale Laïque.

## Économie
Sur 110 établissements présents sur la commune à fin 2010, 15 % relevaient du secteur de l'agriculture (pour une moyenne de 17 % sur le département), 5 % du secteur de l'industrie, 11 % du secteur de la construction, 57 % de celui du commerce et des services et 13 % du secteur de l'administration et de la santé.

## Culture locale et patrimoine

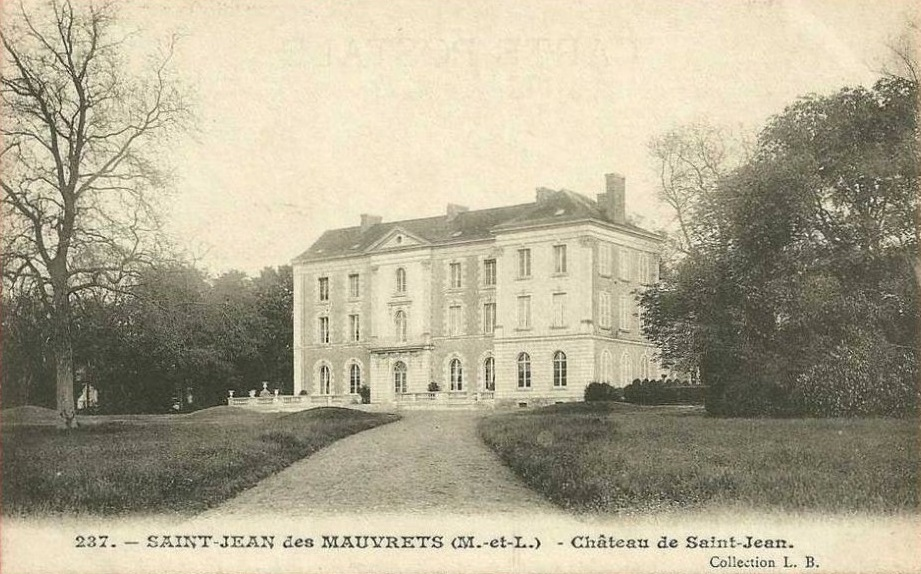
Le château de Saint-Jean vers 1900.

### Lieux et monuments
- Logis de la Gachetière, maison seigneuriale du XVe siècle,  Inscrit MH (1997, inscrit partiellement)[17].
- Château de Saint-Jean, siège d’une châtellenie, XVIe et XIXe siècles,  Inscrit MH (2016, En totalité)[18].
- moulin à vent dit moulin de Pistrait[19].
- Moulin à vent dit moulin du Pavé ; moulin à vent de la Haute-Bâte ; moulin à vent de Terre-Forte[20].
- Église paroissiale Saint-Jean-Baptiste[21],[22].

### Personnalités liées à la commune
- Louis-Anselme-François Pasqueraye du Rouzay (1765-1839), officier français, écuyer, et émigré en 1789 fut maire de la commune et propriétaire du château de Saint-Jean.
- Eusèbe Biotteau (1898-1990), vigneron propriétaire du Château d'Avrillé, au lieu-dit L'Homois, y est décédé.